# Manino (obwód kurski)
Manino (ros. Манино) – wieś (ros. деревня, trb. dieriewnia) w zachodniej Rosji, w sielsowiecie olchowskim rejonu chomutowskiego w obwodzie kurskim.

## Geografia
Miejscowość położona jest nad rzeką Pody, 15 km od centrum administracyjnego sielsowietu olchowskiego (Olchowka), 24 km od centrum administracyjnego rejonu (Chomutowka), 99 km od Kurska.
W granicach miejscowości jest 8 posesji.

## Historia
Do czasu reformy administracyjnej w roku 2010 wieś Manino wchodziła w skład sielsowietu niżnieczupachińskiego, który w tymże roku został (wraz z sielsowietami nadiejskim i bolszealeszniańskim) włączony w sielsowiet olchowski.

## Demografia
W 2010 r. miejscowość nie posiadała mieszkańców.